# كريستوبال فيرغارا
كريستوبال فيرغارا (بالإسبانية: Cristóbal Vergara)‏ هو لاعب كرة قدم تشيلي في مركز الدفاع، ولد في 20 يونيو 1994 في تيموكو في تشيلي. شارك مع منتخب تشيلي تحت 17 سنة لكرة القدم. أما مع النوادي، فقد لعب مع نادي أونيفرسيداد دي تشيلي.

## وصلات خارجية
- كريستوبال فيرغارا على موقع قاعدة بيانات كرة القدم.إي يو (الإنجليزية)
- كريستوبال فيرغارا على موقع Soccerway.com (الإنجليزية)
- كريستوبال فيرغارا على موقع AS.com (الإسبانية)